# Paulina Hersler
Paulina Frida Lovisa Hersler (Bunkeflo, 16 maggio 1994) è una cestista svedese.

## Carriera
Con la Svezia ha disputato i Campionati europei del 2021.